# Phyllosma barosmoides
Phyllosma barosmoides là một loài thực vật có hoa trong họ Cửu lý hương. Loài này được I.J. Williams miêu tả khoa học đầu tiên.